# Dämmerung in der Verbotenen Stadt
Dämmerung in der Verbotenen Stadt (chinesisch 紫禁城的黄昏) ist ein 486-seitiges Buch Reginald Johnstons, das dessen Memoiren bezüglich des letzten chinesischen Kaisers Puyi behandelt. Der Titel bezieht sich auf den Kaiserpalast in Peking, die Verbotene Stadt.
Johnston war Lehrer des Kaisers und Augenzeuge der chinesischen Geschichte in den 1920ern und 1930ern. Johnston war außerdem Chinesisch-Professor an der University of London sowie Britischer Kommissar für Weihaiwei.

## Überblick
Dämmerung in der Verbotenen Stadt ist eher ein kompletter Abriss der Geschichte Chinas in dieser Periode als das Porträt des letzten Kaisers. Das Buch findet Erwähnung im Film Der letzte Kaiser.
Johnston liefert eine Fülle von Anekdoten über die letzten Tage des Qing-Hofes vor der Revolution von 1911. Er kannte viele der Akteure dieser Ereignisse persönlich. Von historischer Bedeutsamkeit sind seine Beobachtungen über die politische Struktur des Qing-Hofes, besonders des Nei Wu Fu oder der Abteilung des „Kaiserlichen Haushalts“. Johnston konnte mit Kaiserinwitwe Cixi und vielen anderen wichtigen Personen der Handlung nur wenig anfangen.
Das Buch wurde im Jahr 1931 von Puyi selbst mit einem Vorwort versehen. In der vierten Auflage, publiziert im Dezember 1934 durch Victor Gollancz Ltd., wurden zusätzliche Informationen wie der vollkommen ausgebreitete Fächer hinzugefügt und einige wichtige geschichtliche Informationen wie Einsperrung von Cao Kun und den Rückzugsort von Kang Youwei kritisch in „Hinblick auf die vierte Auflage“ durchgesehen und ergänzt.

## Auflagen
- Reginald F. Johnston: Twilight in the Forbidden City. Victor Gollancz Ltd., London 1934, 486 Seiten.
- Reginald F. Johnston: Twilight in the Forbidden City. Oxford University Press, Hong Kong u. a. 1985, ISBN 0-19-583978-1, 486 Seiten.
- Reginald F. Johnston: Twilight in the Forbidden City. Soul Care Publishing, Vancouver 2008, ISBN 978-0-9680459-5-4, 488 Seiten mit einem zuvor unveröffentlichten Bonus-Kapitel.